# Arheološki muzej, Dijon
Arheološki muzej Dijon (francosko Musée Archéologique de Dijon) je arheološki muzej, ki se osredotoča na arheologijo Burgundije in je bil ustanovljen leta 1832 v Côte-d'Or v Dijonu v Franciji. Vsebuje zbirke o »Burgundskih ljudeh«, ki zajemajo obdobja prazgodovine, protozgodovine, vladavine antičnega Rima in srednjega veka, pa tudi zbirke paleokrščanske umetnosti, sakralne umetnosti in cerkvene arhitekture. Zbirka in lokacija muzeja sta od leta 1934 v glavnem krilu opatije St. Bénigne, ki je poleg Dijonske stolnice.

## Zgodovina
Muzej je nastal kot zbirka, ki jo je leta 1832 ustvarila pododdelek Akademije v Dijonu, imenovan Komisija za starine departmaja Côte-d'Or. Cilj zbirke in organizacije je bil ohranjanje zgodovinskih spomenikov in izvajanje arheoloških dejavnosti na večjih najdiščih, kot je galsko-rimsko najdišče v Alise-Sainte-Reine. Zbirka je bila sprva razstavljena v Hotel Rolin, zasebni vili v Dijonu. Leta 1934 se je zbirka trajno preselila v benediktinski dormitorij opatije St. Bénigne; muzej je bil leta 1955 občinski in je začel zasedati več nadstropij stavbe, ko se je zbirka širila z lokalnimi arheološkimi prizadevanji.

## Zbirke
Muzej hrani zbirke z najdišč po vsej Burgundiji v različnih nadstropjih.

### Nadstropje 0
Kapitelj in skriptorij vključujeta lesene izrezljane daritve boginji Sequani, številne basreliefe in kip Sequane. Romarji iz vsega Sredozemlja so prihajali, da bi Sequani darovali daritve ob izviru Sene, njen tempelj pa so Rimljani razširili, preden je bil uničen v 4. ali 5. stoletju našega štetja. Na tej ravni je narisana rekonstrukcija številnih struktur templja. Kip Sequane in bivši voti, povezani z njenim čaščenjem, veljajo za osrednji del muzeja, kustosinja Frédérique Bouvard pa je pripomnila, da je kip Sequane v račjem čolnu muzejska Mona Liza.
1. nadstropje
V meniškem domu so razstavljene romanske skulpture, vključno s kipom Jezusa Kristusa s trnovo krono, ki ga je izdelal Claus Sluter. Kip je fragment večjega apnenčastega križa, ki je bil postavljen na dvorišču kartuzijanskega  samostana Champmol v Dijonu kot del Sluterjevega Mojzesovega vodnjaka. V neznanem času v 18. stoletju je bil odstranjen s spomenika in kasneje prepeljan v muzej, potem ko je bil v 19. stoletju v zidu v Dijonu. Spremljevalna skulptura Marije Magdalene je izgubljena.
2. nadstropje
Razstavljeni so artefakti in umetnost iz paleolitika do merovinškega obdobja:
- Paleolitski kamniti odlomki in jedra
- Nakit in orožje iz merovinškega obdobja, vključno s fibulami, okrašenimi z granati
- Artefakti z najdišča v Étaulesu
- Keramika s kositrnim okrasjem iz Chaume-lès-Baigneux
- Artefakti iz opatije St. Bénigne iz srednjega veka